# Śródmieście (Siedlce)
Śródmieście – dzielnica handlowo-usługowa w Siedlcach (woj. mazowieckie), leżąca w centralnej części miasta, stanowi ścisłe centrum. Głównymi ulicami tej dzielnicy są ul. Józefa Piłsudskiego, ul. Floriańska, ul. 3 maja, ul. Jana Kilińskiego, ul. Armii Krajowej, ul. Wojskowa, ul. Kazimierza Pułaskiego, ul. Henryka Sienkiewicza.

## Historia
Historia dzielnicy Śródmieścia jest bezpośrednio powiązana z historią miasta. Spowodowane jest to faktem, iż najstarsze części miasta (skwer im. Tadeusza Kościuszki, ratusz Jacek, Plac im. generała Władysława Sikorskiego) należą do centrum tej dzielnicy.
W ostatnich 25 latach XXI w. wiele historycznych obiektów zostało zrewitalizowanych oraz odnowionych. W 2008 r. skwer im. Tadeusza Kościuszki został odbudowany na wzór lat 20 XX w., w 2013 r. nowy właściciel wykupił halę targową, w 2017 r. rozpoczął się remont IV Liceum Ogólnokształcącego im. Hetmana Stanisława Żółkiewskiego, w latach 2021-2022 Skwer Niepodległości oraz budynek urzędu miasta zostały zmodernizowane, w latach 2022-2023 park miejski Aleksandria oraz Plac im. generała Władysława Sikorskiego otrzymały ogólną przebudowę. Planowano również odbudowę zniszczonych zabytków: nowy ratusz oraz bramę-dzwonnicę.

## Obiekty
W Śródmieściu znajduje się wiele zabytków, budynków urzędowych, galerii handlowych, sklepów, restauracji oraz skwerów czy placów.
Zabytki

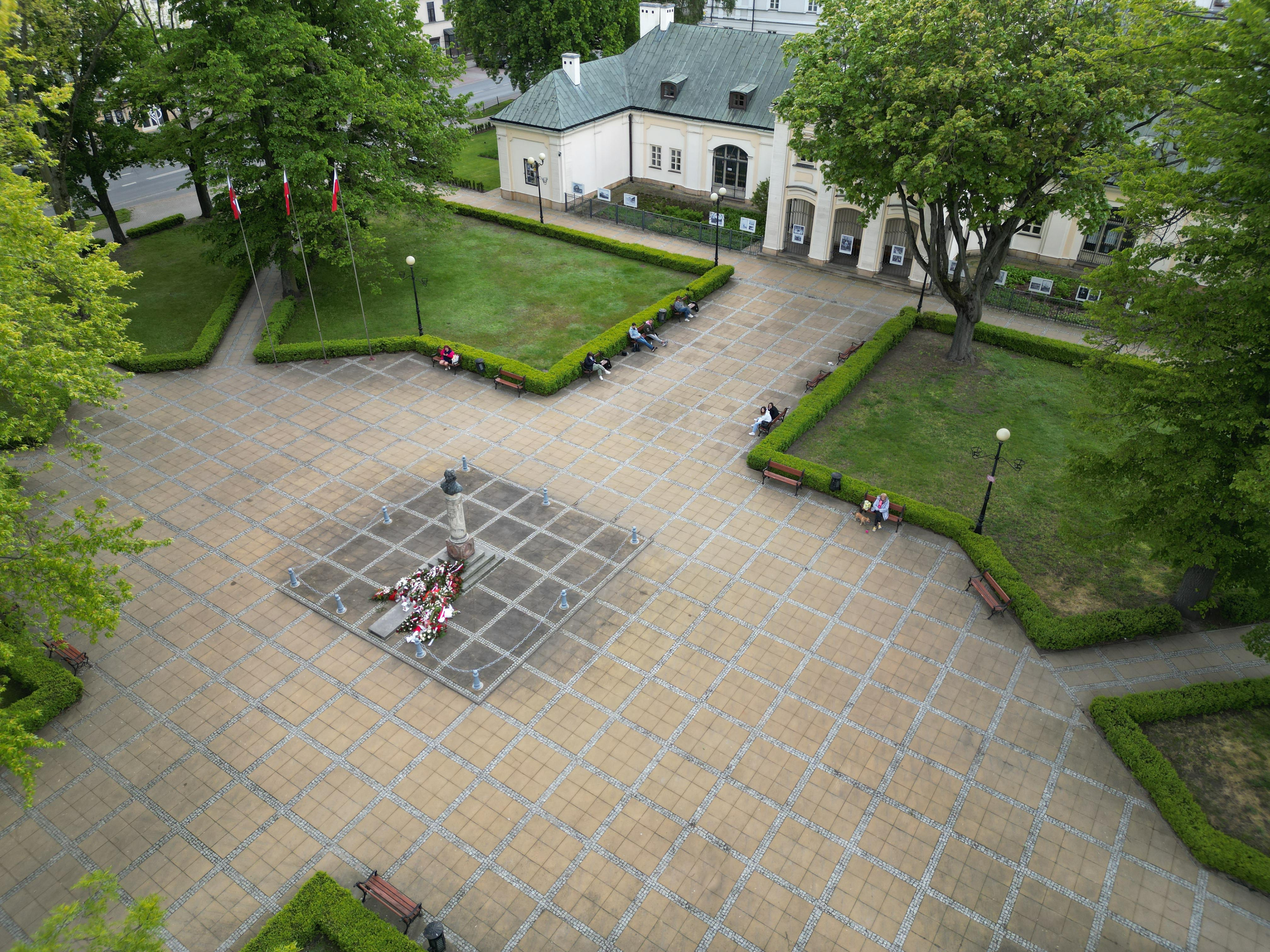
Skwer im. Tadeusza Kościuszki w Siedlcach

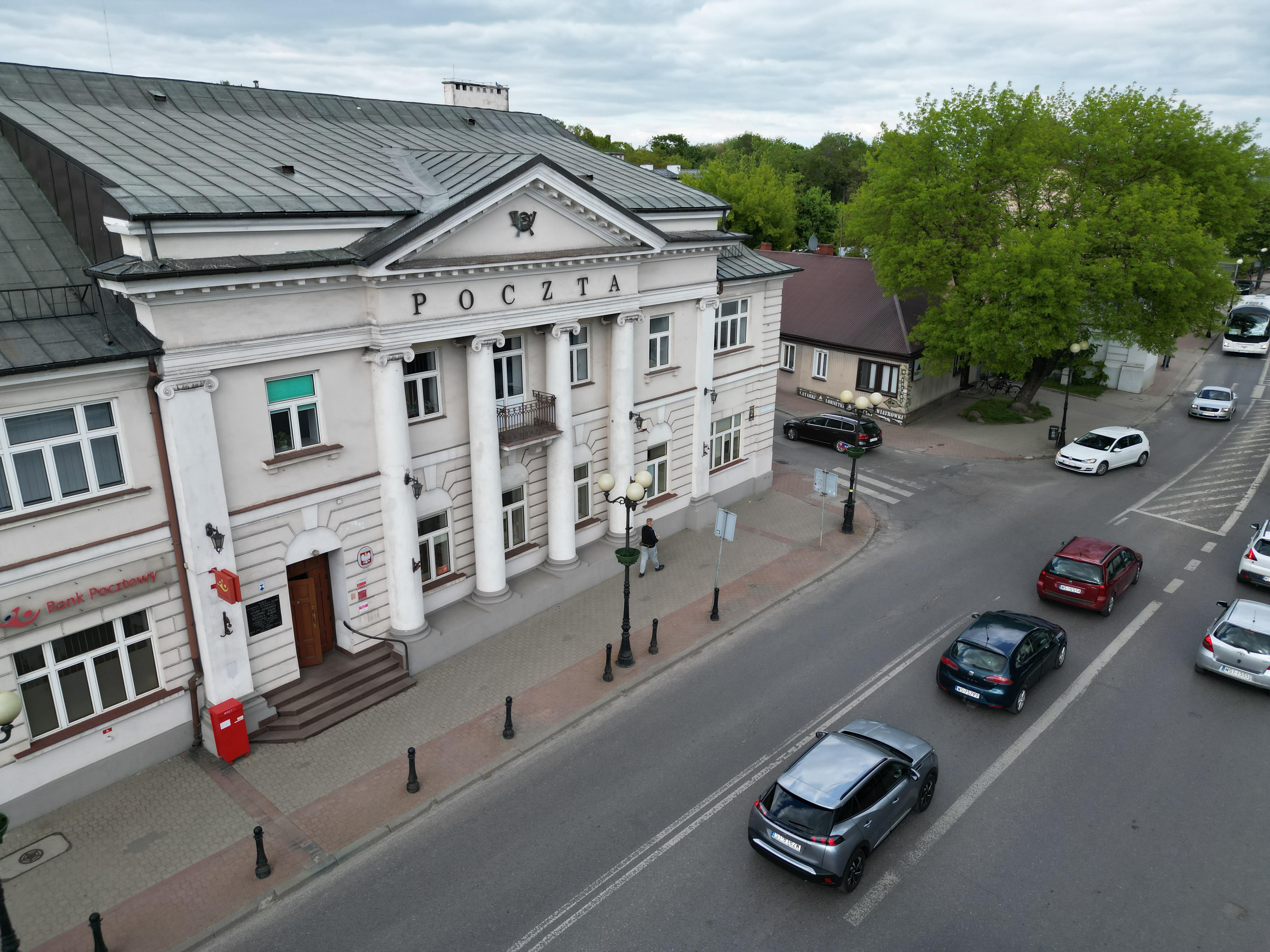
Budynek Poczty Polskiej

- Ratusz miejski Jacek (z Muzeum Regionalnym), ul. Józefa Piłsudskiego 3
- Katedra Niepokalanego Poczęcia Najświętszej Maryi Panny, ul. Biskupa Ignacego Świrskiego 55
- Kościół garnizonowy Najświętszego Serca Pana Jezusa, Plac Tysiąclecia
- Kościół św. Stanisława, ul. Floriańska 3
- Plebania św. Stanisława, ul. Floriańska 3
- Pałac Ogińskich, ul. Stanisława Konarskiego 2
- Park Aleksandria, ul. Stanisława Konarskiego 19
- Miejska Biblioteka Publiczna, ul. Józefa Piłsudskiego 5
- Budynek Kurii Biskupskiej, ul. Józefa Piłsudskiego 62
- Budynek Poczty Polskiej, ul. Józefa Piłsudskiego 2
- Budynek dawnego teatru, ul. Biskupa Ignacego Świrskiego 6
- Hala Targowa, ul. Kazimierza Pułaskiego 65
- Lapidarium, ul. Cmentarna 8
- Późnobarokowa kamienica, ul. Floriańska 5
- Kaplica pw. św. Krzyża, ul. Starowiejska 13
- Zakład Karny, ul. Józefa Piłsudskiego 47

Urzędowe
- Starostwo Powiatowe, ul. Józefa Piłsudskiego 40
- Delegatura Urzędu Wojewódzkiego, ul. Józefa Piłsudskiego 38
- Urząd Miasta Siedlce, ul. Niepodległości 2
- Urząd Gminy Siedlce, ul. Mieczysława Asłanowicza 10
- Urząd Skarbowy, ul. Biskupa Ignacego Świrskiego 45
- Urząd Stanu Cywilnego, ul. Biskupa Ignacego Świrskiego 6
- Sąd Okręgowy, ul. Sądowa 2
- Archiwum Państwowe, ul. Tadeusza Kościuszki 7
- Oddział Zakładu Ubezpieczeń Społecznych, ul. Browarna 12
- Oddział Narodowego Funduszu Zdrowia, ul. Józefa Piłsudskiego 4
- Powiatowy i Wojewódzki Urząd Pracy, ul. Kazimierza Pułaskiego 19/21

Galerie
- Galeria Siedlce, ul. Józefa Piłsudskiego 74
- Dom Handlowy Arkadia, ul. Józefa Piłsudskiego 18
- Dom Handlowy Chester, ul. Józefa Piłsudskiego 9
- Dom Handlowy Eldorado, ul. Kazimierza Pułaskiego 30
- Dom Handlowy Maxim, ul. Katedralna 5
- Dom Handlowy Milenium, ul. Bohaterów Getta 3
- Dom Handlowy Panama, ul. Józefa Piłsudskiego 56
- Dom Handlowy Osiemnastka, ul. Jana Kochanowskiego 18
- Dom Handlowy Trezor, ul. Wojskowa 20
- Dom Handlowy Mistral, ul. Księdza Jana Niedziałka 5
- Dom Handlowy Togo, Księdza Jana Niedziałka 4
- Dom Handlowy Domino, ul. Henryka Sienkiewicza 55
- Dom Handlowy Atol, ul. Biskupa Ignacego Świrskiego 50a
- Dom Handlowy Atlas, ul. Morska 7

Place i skwery
- Plac gen. Władysława Sikorskiego
- Plac Tysiąclecia
- Plac im. Stanisława Zdanowskiego
- Skwer Jana Pawła II
- Skwer Niepodległości
- Skwer Pamięci Ofiar Zbrodni Katyńskiej
- Skwer im. Tadeusza Kościuszki
- Skwer Wileński
- Skwer im. Konstantego Domagały/Skwer przy fontannie
- Skwer Leśników Polskich

Ponadto w dzielnicy znajdują się
- Muzeum Diecezjalne, ul. Biskupa Ignacego Świrskiego 56
- Stacja kolejowa Siedlce, Plac im. Stanisława Zdanowskiego

Historycznie w dzielnicy znajdowały się
- Synagoga, ul. Józefa Piłsudskiego
- Brama-dzwonnica, ul. Józefa Piłsudskiego 1
- Nowy ratusz, ul. Kazimierza Pułaskiego 34
- Amfiteatr, Skwer Leśników Polskich

## Galeria

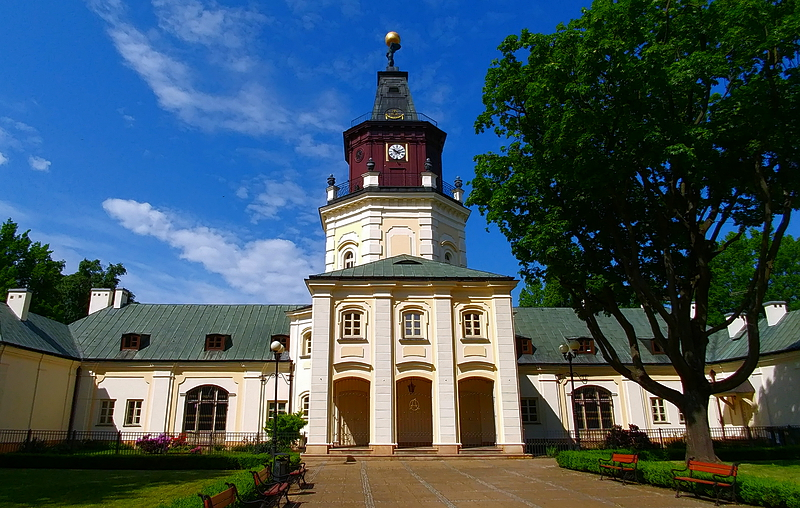
Ratusz miejski Jacek
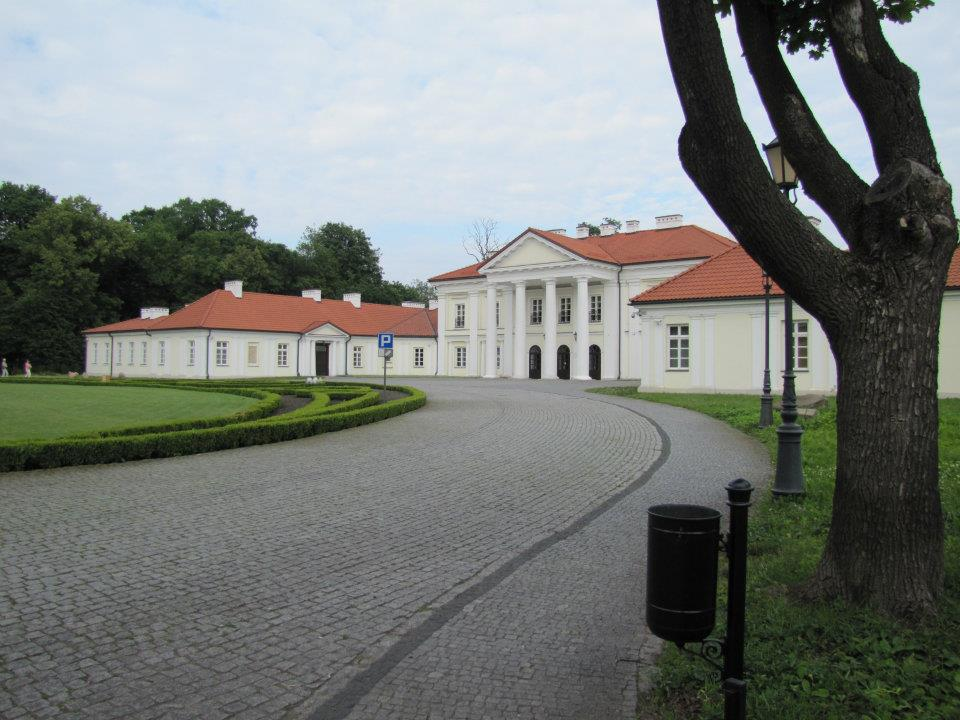
Pałac Ogińskich
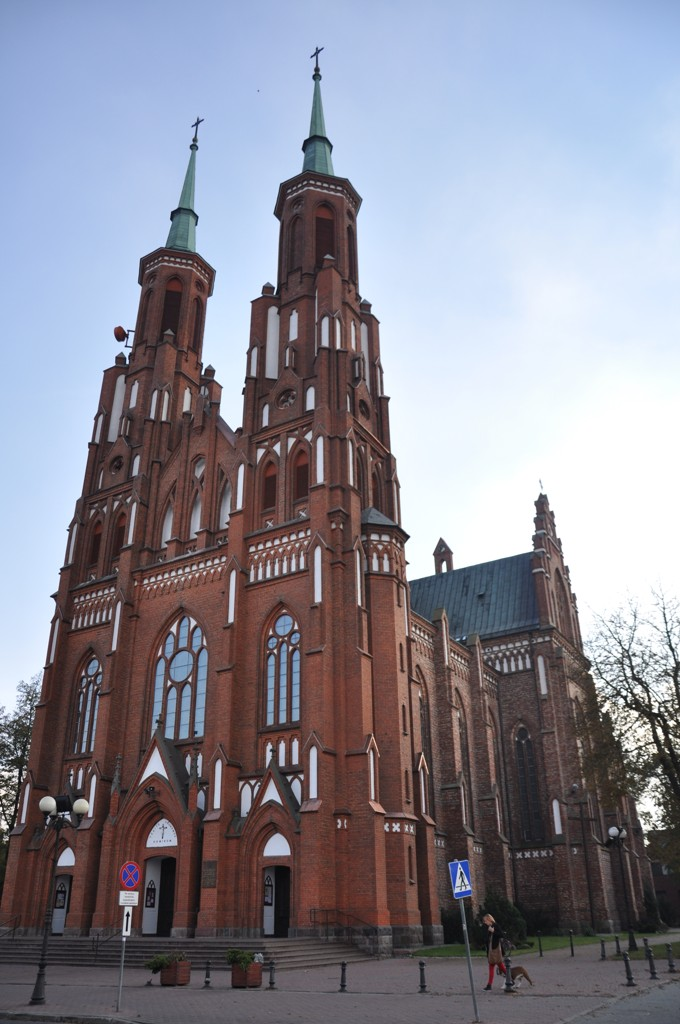
Katedra Niepokalanego Poczęcia Najświętszej Maryi Panny
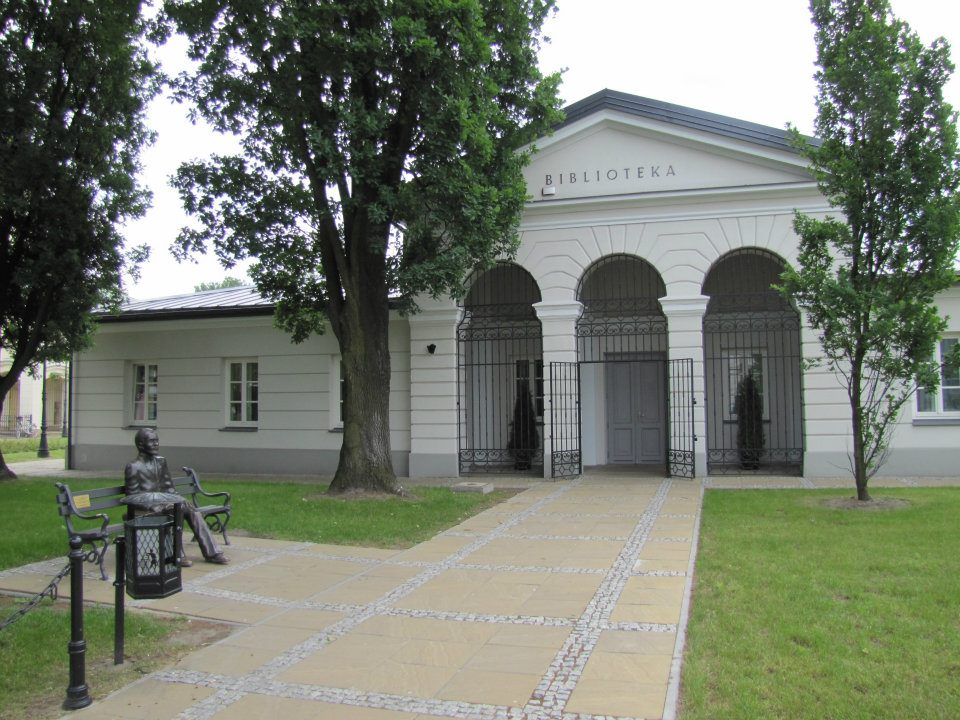
Miejska Biblioteka Publiczna
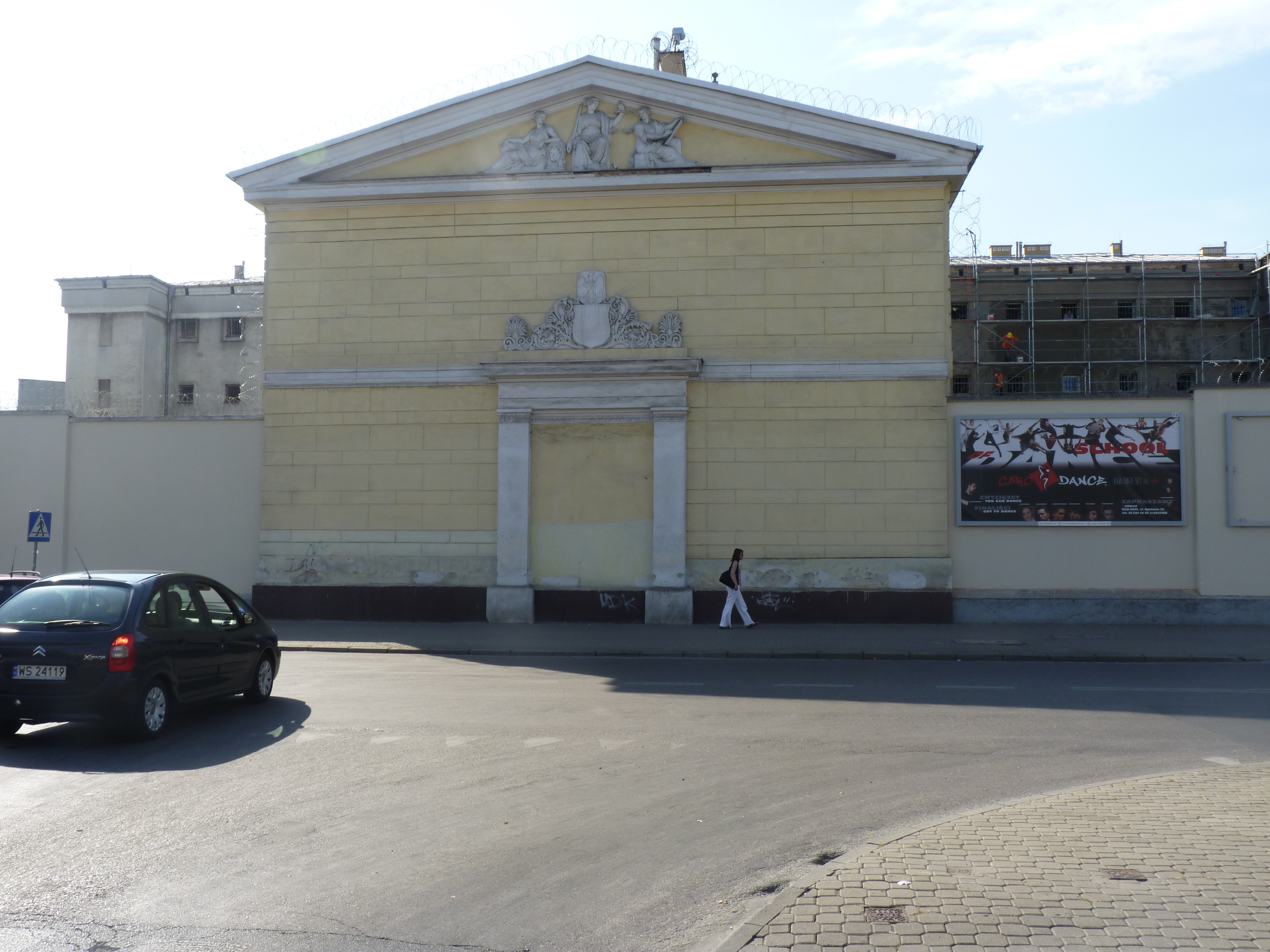
Zakład Karny
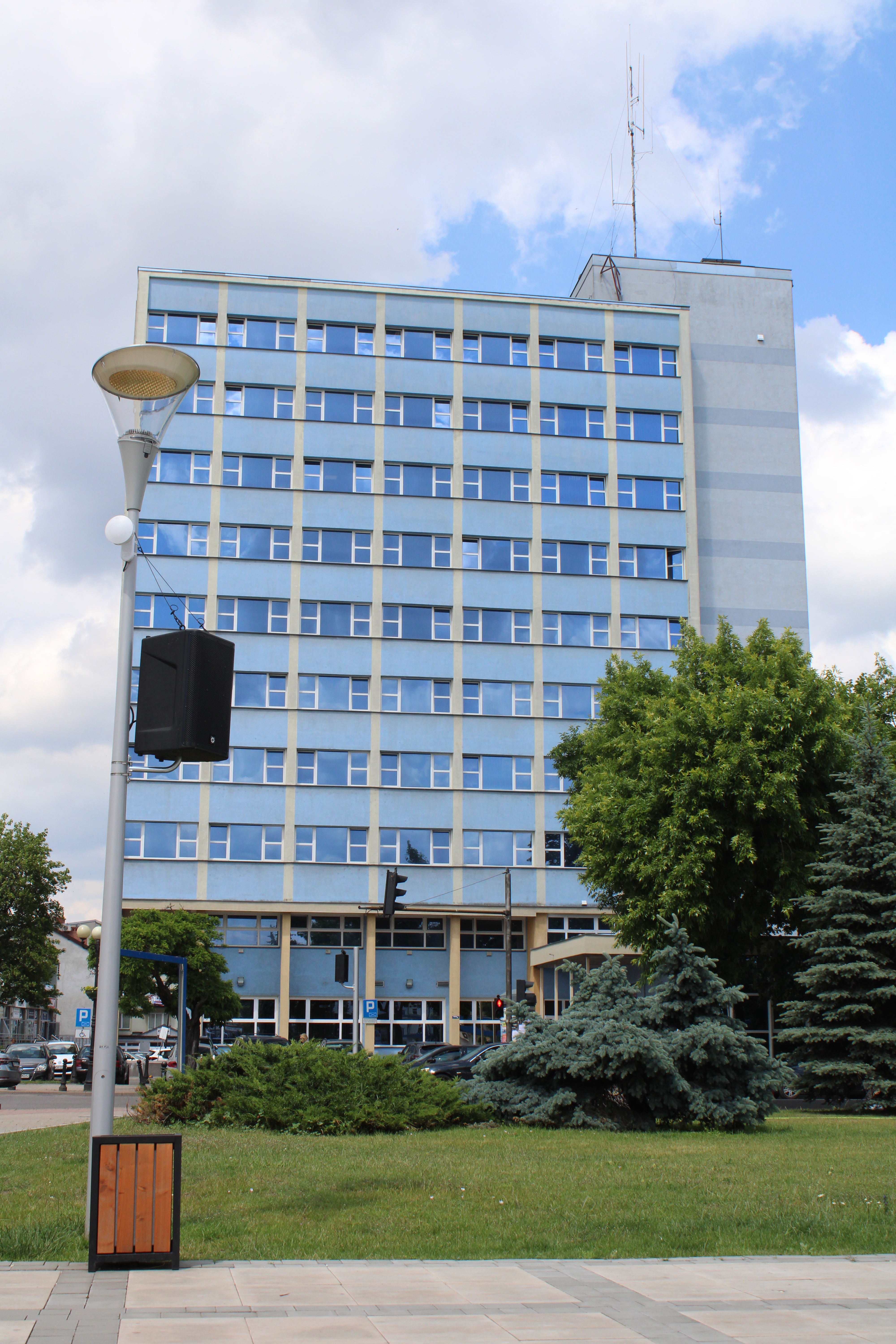
Delegatura Urzędu Wojewódzkiego w Siedlcach
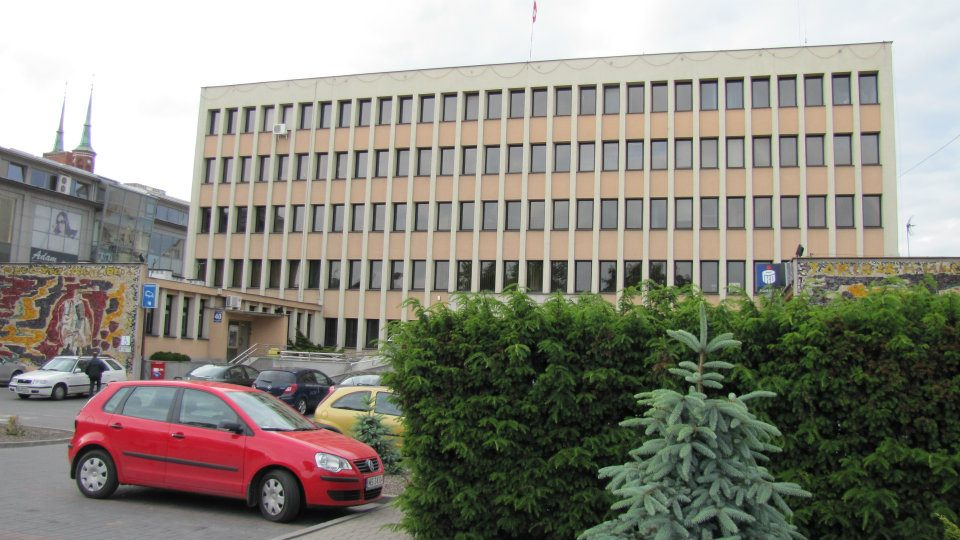
Starostwo Powiatowe
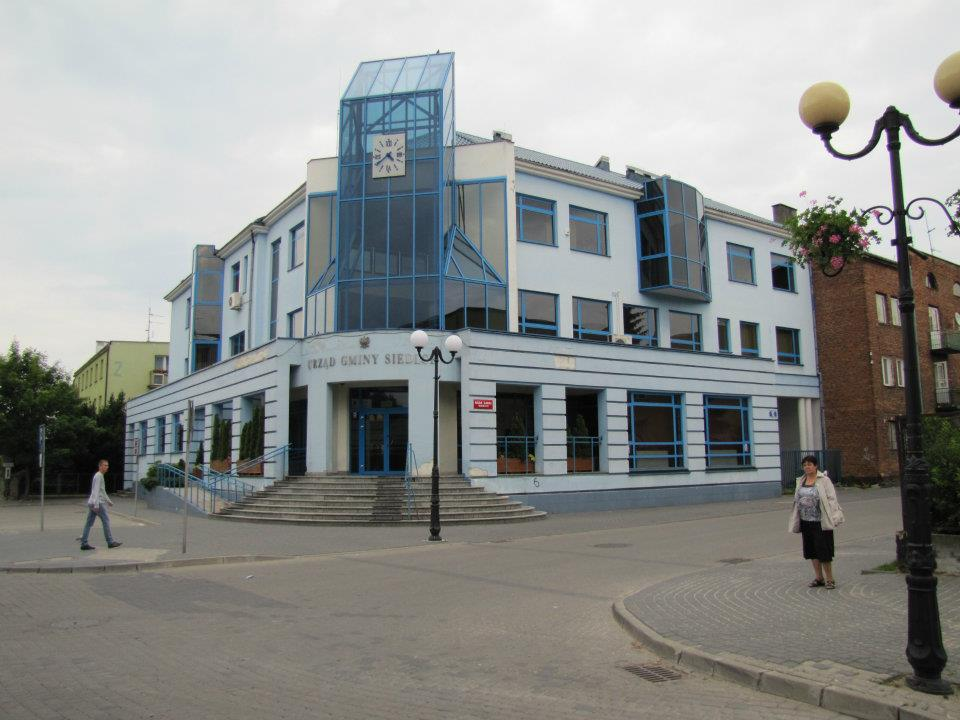
Urząd Gminy Siedlce
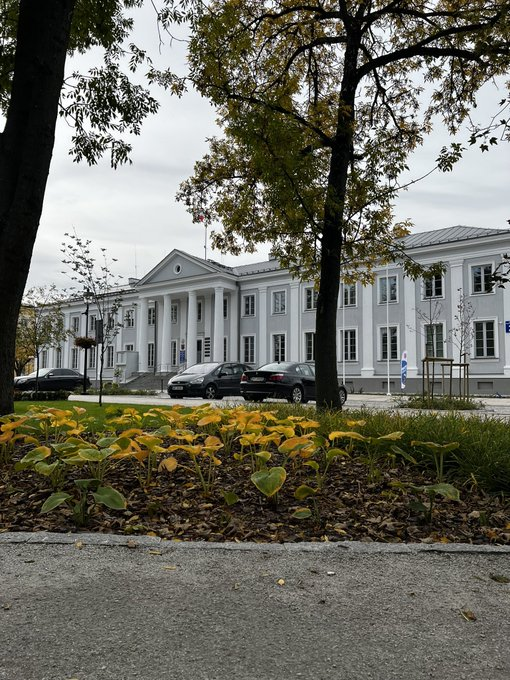
Urząd Miasta Siedlce
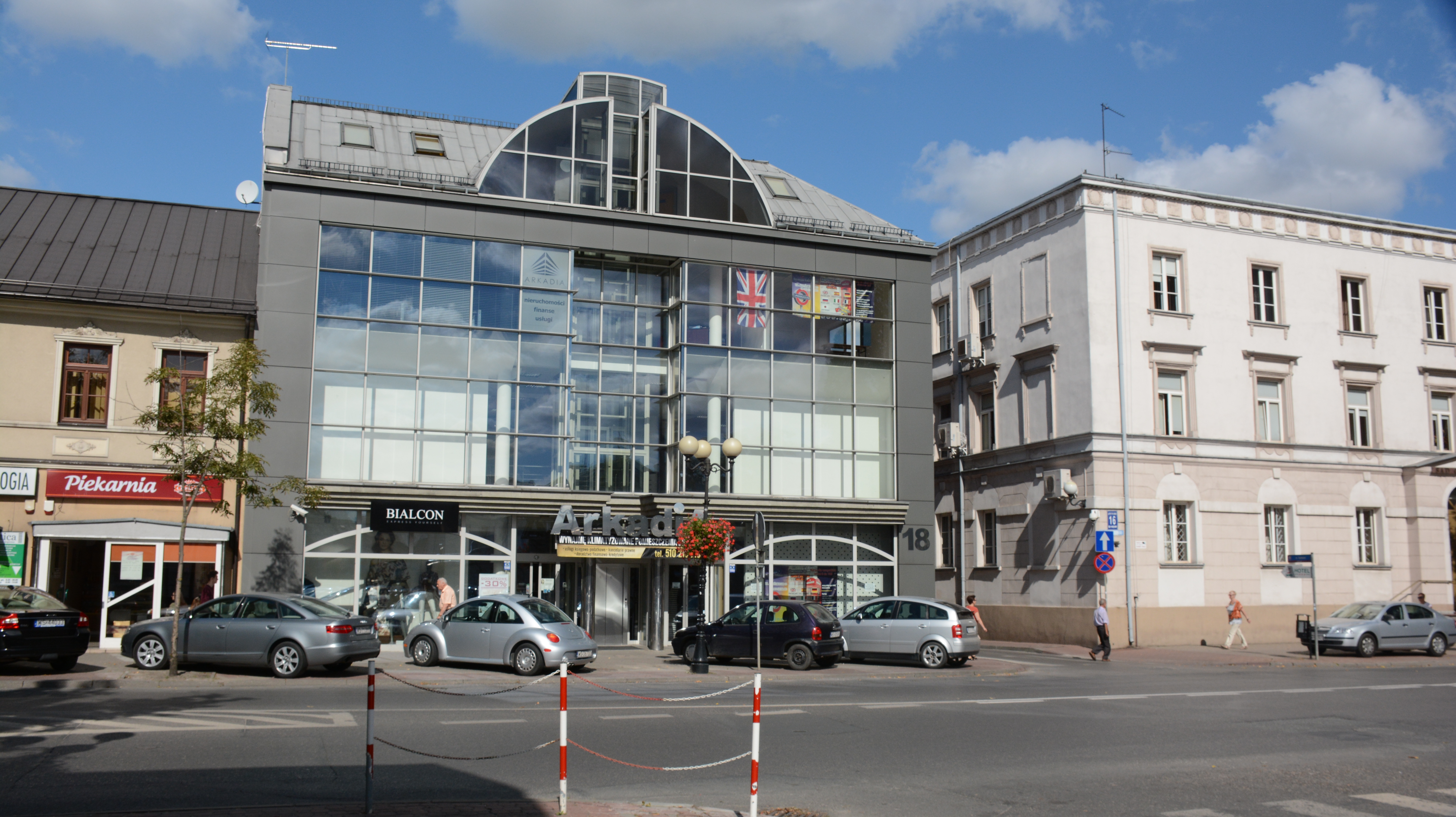
Dom Handlowy Arkadia
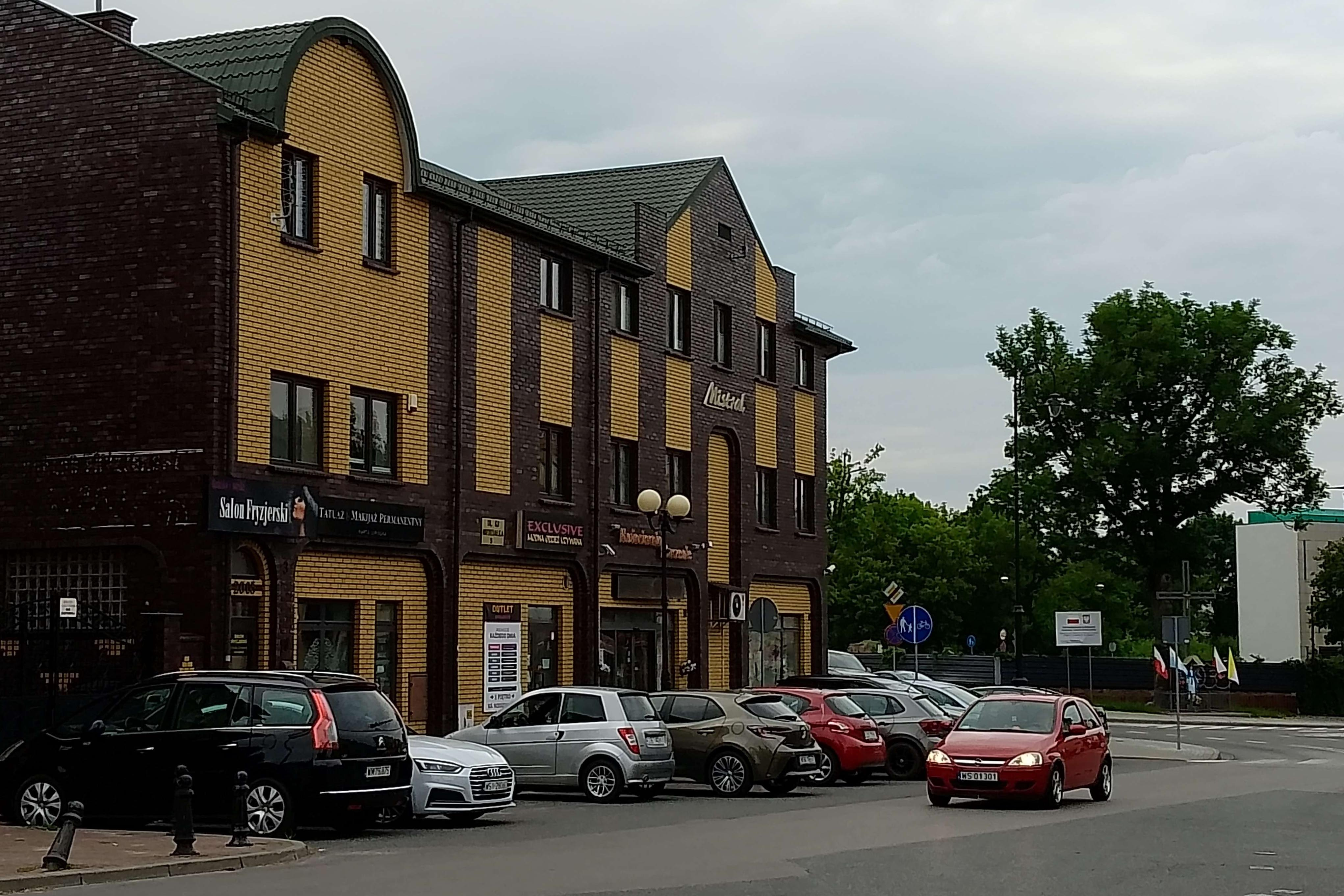
Dom Handlowy Mistral
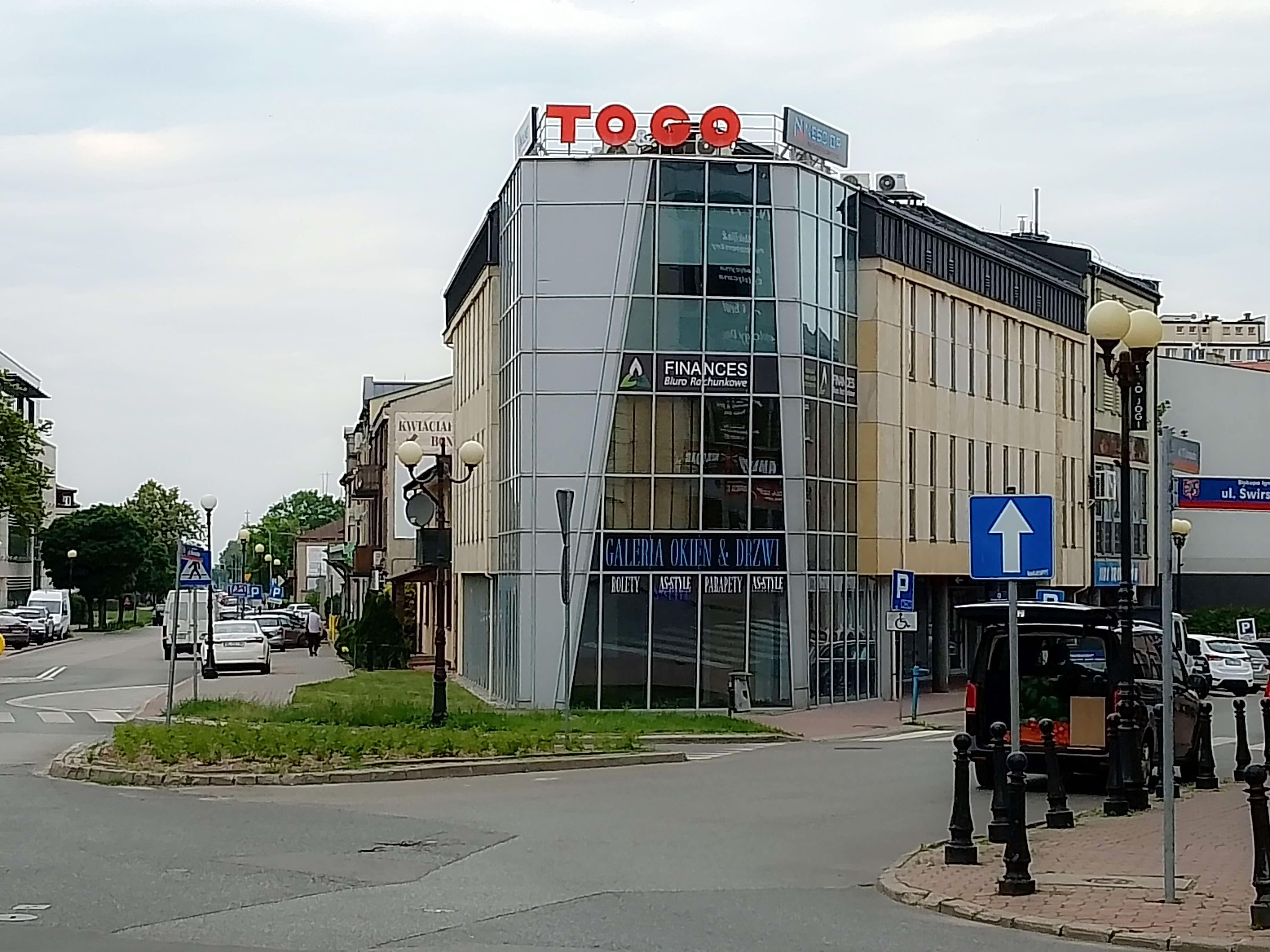
Dom Handlowy Togo
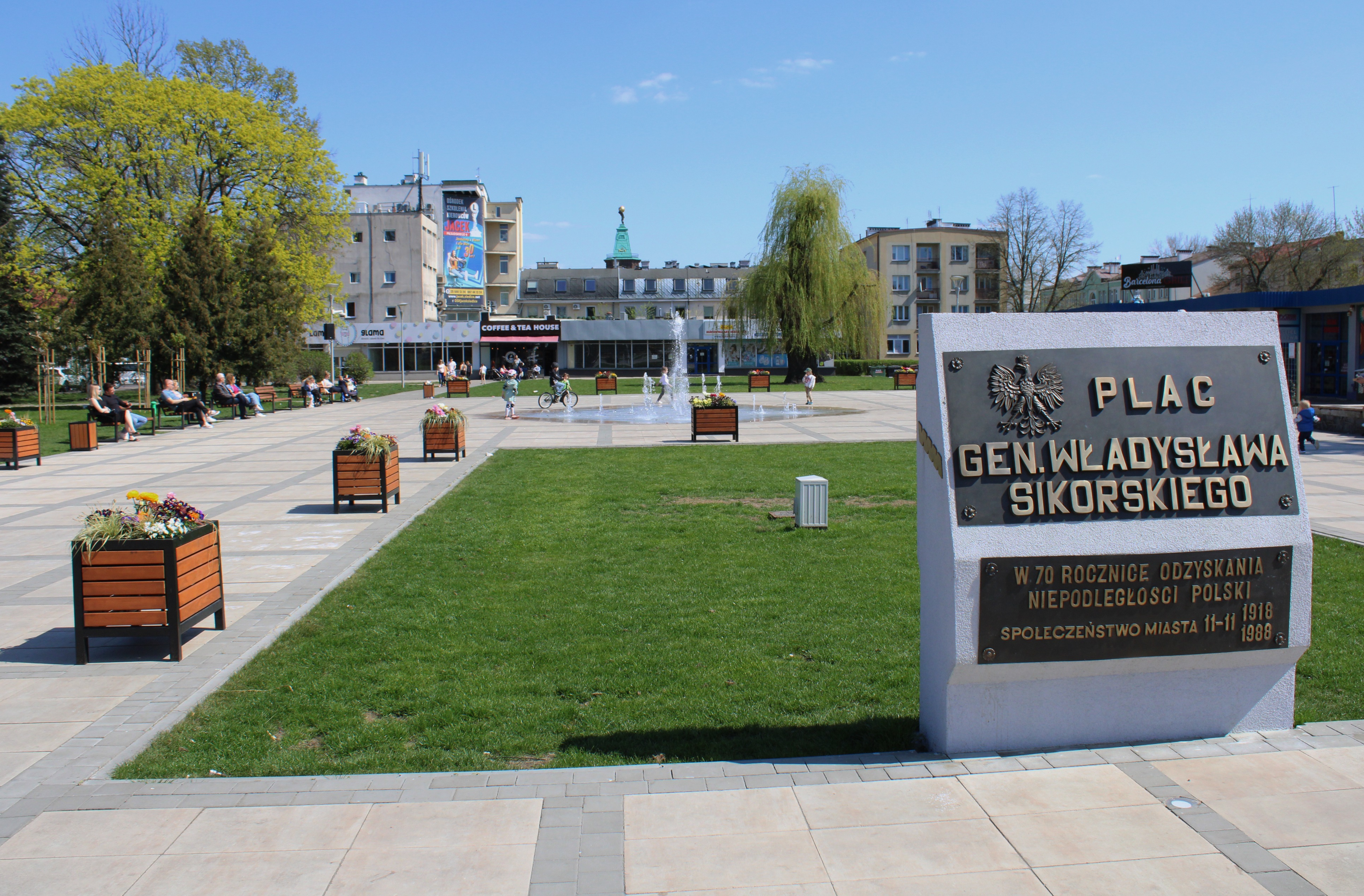
Plac im. generała Władysława Sikorskiego w Siedlcach
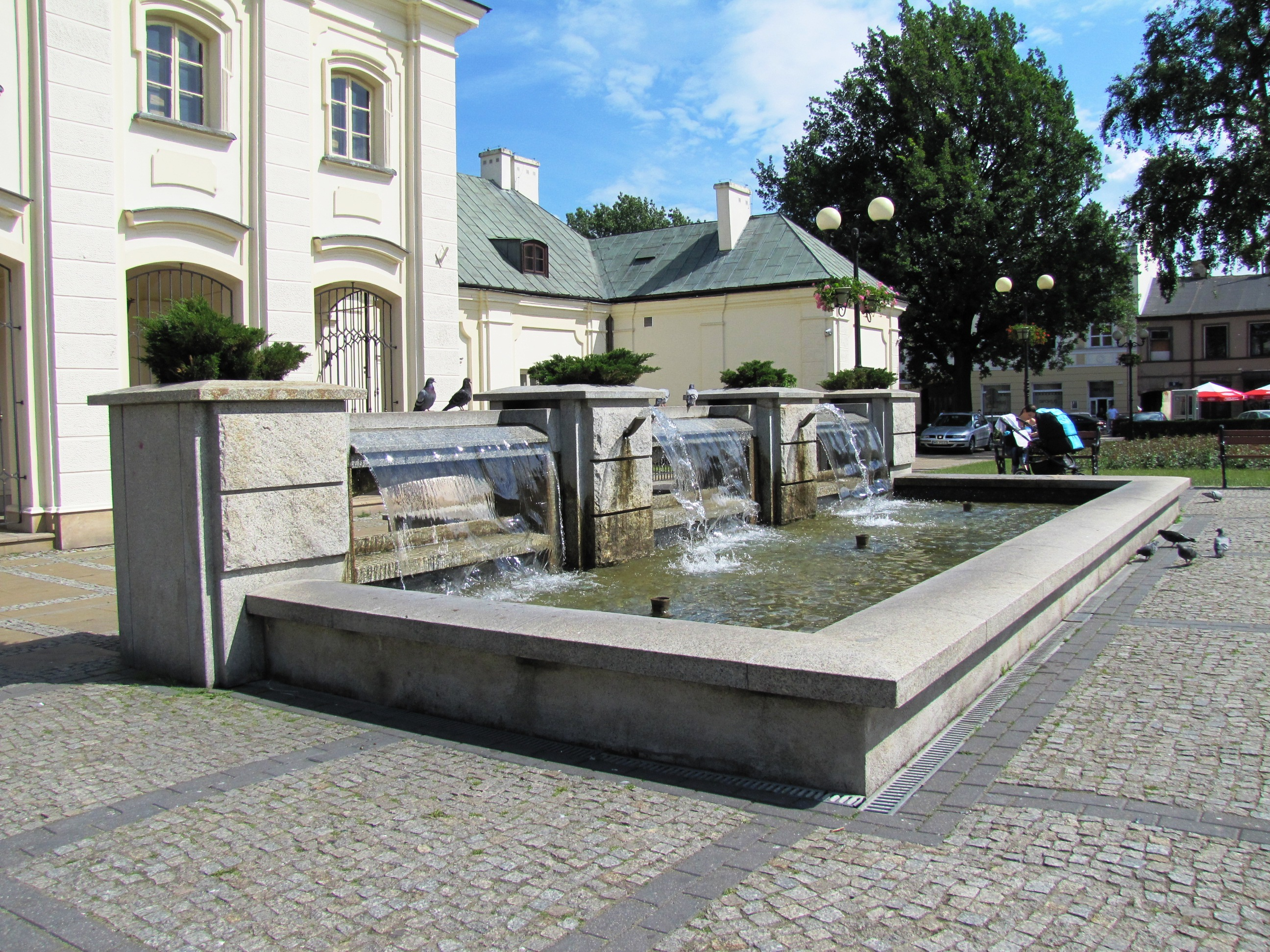
Skwer im. Konstantego Domagały